# Луполове
Лу́полове — село в Благовіщенській громаді Голованівського району Кіровоградської області України. Населення становить 522 осіб. Орган місцевого самоврядування — Благовіщенська міська рада.

## Історія

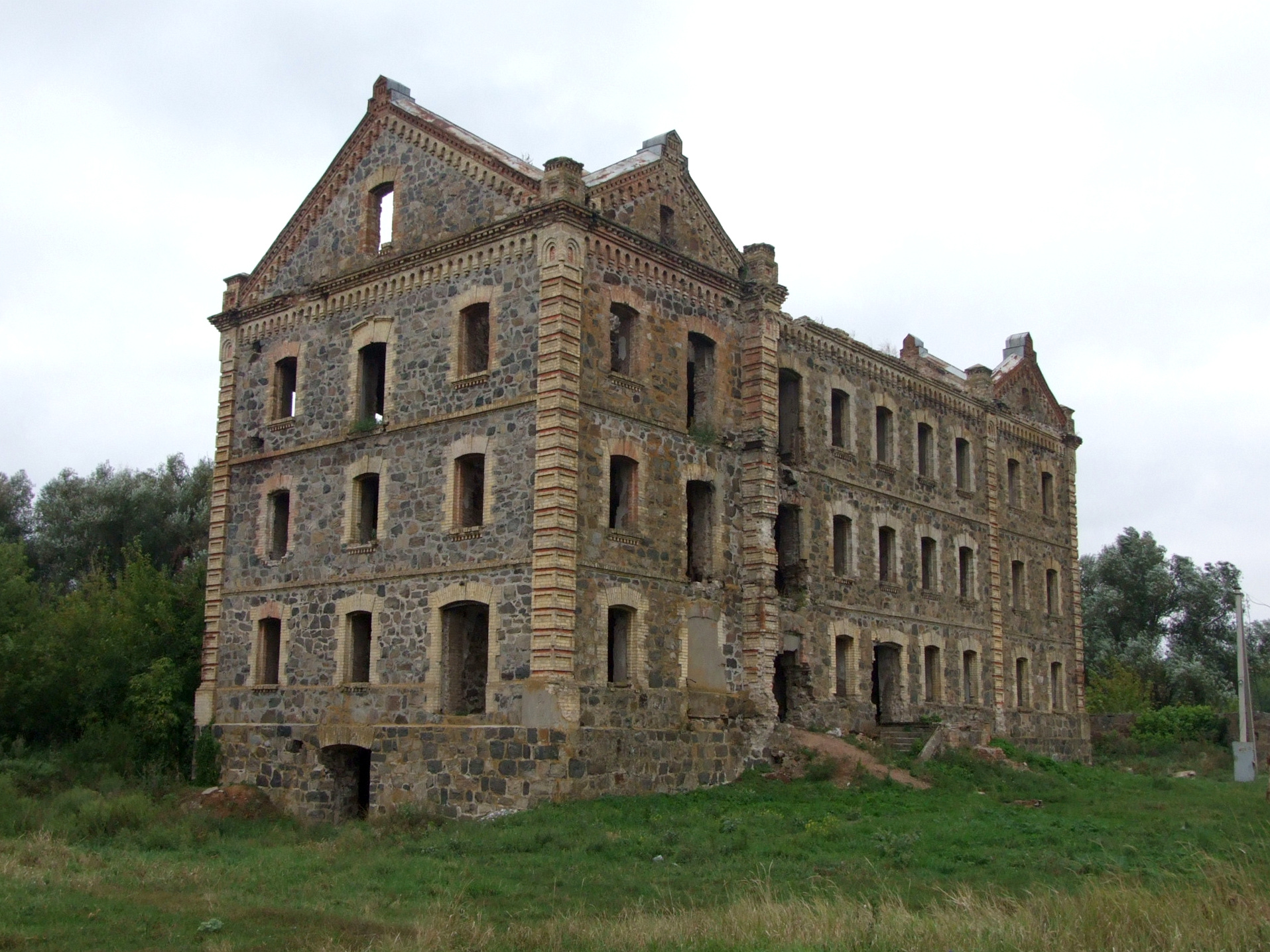
Водяний млин, наприкінці XIX ст.

Село було засноване в середині XVIII ст. в складі Речі Посполитої. Існує переказ, що назва села походить від прізвища пастуха Лупул, що в перекладі з молдавської означає «вовк».
В 1878 році в селі була збудована церква святої Параскеви, яка не збереглась до нашого часу. 
На 01.09.1946 до складу Луполівської сільради входили с. Луполове, с-ще Михайлівське, с-ще Червоне Озеро (01.02.1945 с-ще Гренівське та с-ще Червоне Озеро об'єднані в одне с-ще Червоне Озеро). Згодом на 01.04.1967 всі села та селища сільради, тобто Михайлівка та Червоне Озеро (з Гренівкою), були об'єднані в одне село Луполове.

## Населення
Згідно з переписом УРСР 1989 року чисельність наявного населення села становила 1080 осіб, з яких 496 чоловіків та 584 жінки.
За переписом населення України 2001 року в селі мешкали 724 особи.

### Мова
Розподіл населення за рідною мовою за даними перепису 2001 року:
| Мова       | Відсоток |
| ---------- | -------- |
| українська | 94,90 %  |
| молдовська | 3,59 %   |
| російська  | 1,52 %   |